# Hernán Cattáneo
Hernán Cattáneo é um DJ argentino conhecido mundialmente por suas produções de house e progressive house.

## Biografia
Hernán Cattáneo nasceu em Buenos Aires, Argentina, onde cresceu ouvindo bandas como Simply Red, Level 42, Depeche Mode e New Order enquanto estudava carinhosamente a revista Billboard, única fonte de importação sobre música disponível na época. Em 1987, um amigo visitou a mostra Vinylmania, em Chicago, e lhe trouxe alguns discos de vinil, os primeiros que Hernán teve contato. Neste período, Frankie Knuckles, que viria a ser uma das maiores fontes de inspiração do argentino, começava a se firmar como um dos ícones da música eletrônica. Hernán Cattáneo considera que além de Frankie, outros artistas como Inner City e Derrick May combinaram a energia da música eletrônica européia com o soul da música americana, caracterizando as influências do argentino no começo de sua carreira.
Em 1994, Hernán Cattáneo passou a ser DJ residente do clube Clubland de Buenos Aires, local que recebia alguns dos músicos mais conceituados do mundo, como Sasha, John Digweed, Danny Tenaglia e Paul Oakenfold. Foi justamente com Paul Oakenfold que Hernán Cattáneo começou a ter seu trabalho divulgado a nível mundial. Com o inglês, percorreu os Estados Unidos nos anos de 1998 e 1999 apresentando-se em clubes famosos e prestigiosos festivais. Rapidamente, passou a ser residente nos clubes Cream de Liverpool e Ibiza e logo passou a fazer turnês ao redor do mundo.
Em 2004, Hernán lançou seu primeiro álbum, Renaissance Master Series. Passou a escrever como crítico especializado e colunista mensal na revista Rolling Stone latino-americana. No ano seguinte, lançou Renaissance Master Series - Volume 2 e promoveu o álbum dividindo o palco com artistas renomados como Chemical Brothers, The Prodigy, Coldplay, Nine Inch Nails e Kasabian.
Em Maio de 2006, através do próprio selo Renaissance, lançou o primeiro álbum da série Sequential, que rapidamente converteu-se em grande sucesso ganhando reconhecimento e prêmios de revistas como DJ Mag e M8, do Reino Unido. Em 2007, lançou o segundo disco da série, que também foi recebido com satisfação pela crítica.
Hernán Cattáneo demonstra suas habilidades nas mixagens através do seu programa semanal Resident na rádio FM Delta 90.3 de Buenos Aires e sua podcast e iTunes. O programa é transmitido todos os sábados, das 22h à 23h, horário local.

## Discografia

### Álbuns
- Clubland (1999)
- Clubland Vol.2 (2000)
- Funky Deep 'N' Tribal (2001)
- South America (2002)
- Renaissance: The Masters Series (2004)
- Renaissance: The Masters Series Vol.2 (2005)
- Sequential (2006)
- Sequential Vol.2 (2007)
- Renaissance: The Masters Series Vol.3 (2009)
- Renaissance: The Masters Series - Parallel (2010)
- Renaissance: The Masters Series - Part 17 (2012)
- Balance 026 (2014)

- Clubland - 2000
- Clubland Vol 2 - 2001
- Ministry Magazine Presents Hernan Cattaneo - Deep Funky N' Tribal - 2001
- Perfecto Presents Hernan Cattaneo South America - 2002
- Renaissance Masters Series: Hernan Cattaneo - 2004
- Renaissance Masters Series: Hernan Cattaneo Vol 2 - 2005
- Renaissance Presents Hernan Cattaneo-Sequential - 2006
- Renaissance Presents Hernan Cattaneo-Sequential Vol 2 - 2007

### Singles
- Hernan Cattaneo & Martin Garcia feat Peter K "Two sides of a story"
- Hernan Cattaneo & John Tonks "Sirocco"
- Hernan Cattaneo & John Tonks-Warsaw
- Hernan Cattaneo & Dean Coleman-Behind The Music
- Cattaneo/Cass/Mangan - Hubbub
- Hernan Cattaneo - Satellites/Deeper Layers
- Hernan Cattaneo - Landing
- Hernan Cattaneo - Deep Funk/Alone
- Hernan Cattaneo & John Tonks - anime

### Remixes
- Blue Foundation - Sweep (Hernan Cattaneo & John Tonks Little Intro Mix)
- Nick Muir - I feel real
- Phonique feat Erlend Oye - For the time being
- M.M.M. - Enter the club
- Cascade - Escape
- Oliverio feat. Mos - Break my mind
- Atmos-Raumwelt Signal
- Jeff Bennett - Strange Items
- Kriece - Heron Castle
- Morgan Page - All I know
- Transluzent feat Odessa - I Need You
- Pope Smugglaz - The Word
- Pako & Frederik - Beatus Prosessor
- Liquid State - Falling
- Stella Brown - Never Knew Love
- Altocamet - Pasión Descalza
- Chab feat. JD Davis - Closer To Me